# Paralepetopsis
A Paralepetopsis a csigák (Gastropoda) osztályának Lottioidea öregcsaládjába, ezen belül a Neolepetopsidae családjába tartozó nem.

## Rendszerezés
A nembe az alábbi 7 faj tartozik:
- Paralepetopsis clementensis McLean, 2008[2]
- Paralepetopsis ferrugivora Warén & Bouchet, 2001[3]
- Paralepetopsis floridensis McLean, 1990[4] - típusfaj
- Paralepetopsis lepichoni Warén & Bouchet, 2001[5]
- Paralepetopsis rosemariae Beck, 1996[6]
- Paralepetopsis sasakii Warén & Bouchet, 2009[7]
- Paralepetopsis tunnicliffae McLean, 2008[8]

## Fordítás
- Ez a szócikk részben vagy egészben  a   Paralepetopsis című angol Wikipédia-szócikk ezen változatának fordításán alapul.  Az eredeti cikk szerkesztőit annak laptörténete sorolja fel. Ez a jelzés csupán a megfogalmazás eredetét és a szerzői jogokat jelzi, nem szolgál a cikkben szereplő információk forrásmegjelöléseként.